# Squadra guatemalteca di Coppa Davis
La squadra guatemalteca di Coppa Davis rappresenta il Guatemala nella Coppa Davis, ed è posta sotto l'egida della Federación Nacional de Tenis de Guatemala.
La squadra debuttò nella competizione nel 1990, e non ha mai fatto parte del World Group. Attualmente è inclusa nel Group II della zona Americana.

## Organico 2019
Vengono di seguito illustrati i convocati per ogni singolo turno della Coppa Davis 2019. A sinistra dei nomi la nazione affrontata e il risultato finale. Fra parentesi accanto ai nomi, il ranking del giocatore nel momento della disputa degli incontri (la "d" indica che il ranking corrisponde alla specialità del doppio).
| Gruppo II - Playoff | Gruppo II - Playoff                                                                                              |
| Bolivia (2-3)       | Wilfredo González (1041) Stefan Emilio González (f.r.*) Franz Luna Lavidalie (f.r.*) Sebastián Domínguez (f.r.*) |
| ------------------- | --- |

* f.r. = Fuori Ranking

## Risultati
= Incontro del Gruppo Mondiale

### 2010-2019
| Anno | Turno                           | Data            | Sede                            | Avversario        | Punteggio | Esito     |
| ---- | ------------------------------- | --------------- | ------------------------------- | ----------------- | --------- | --------- |
| 2010 | Gruppo II, 1º Turno             | 5-7 marzo       | Città del Messico (MEX)         | Messico           | 0–5       | Sconfitta |
| 2010 | Gruppo II, Playoff 1º Turno     | 9-11 luglio     | Città del Guatemala (GUA)       | Antille Olandesi  | 2–3       | Sconfitta |
| 2011 | Gruppo III, Round Robin         | 15 giugno       | Santa Cruz (BOL)                | Honduras          | 3–0       | Vittoria  |
| 2011 | Gruppo III, Round Robin         | 16 giugno       | Santa Cruz (BOL)                | Giamaica          | 3–0       | Vittoria  |
| 2011 | Gruppo III, Round Robin         | 17 giugno       | Santa Cruz (BOL)                | Costa Rica        | 3–0       | Vittoria  |
| 2011 | Gruppo III, Playoff 1º-4º posto | 18 giugno       | Santa Cruz (BOL)                | Bolivia           | 1–2       | Sconfitta |
| 2011 | Gruppo III, Playoff 1º-4º posto | 19 giugno       | Santa Cruz (BOL)                | Barbados          | 2–1       | Vittoria  |
| 2011 | Gruppo III, Playoff 1º-4º posto | 19 giugno       | Santa Cruz (BOL)                | Costa Rica        | NG        | NG        |
| 2012 | Gruppo III, Round Robin         | 18 giugno       | Trinidad e Tobago (TTO)         | Haiti             | 2–1       | Vittoria  |
| 2012 | Gruppo III, Round Robin         | 19 giugno       | Trinidad e Tobago (TTO)         | Trinidad e Tobago | 3–0       | Vittoria  |
| 2012 | Gruppo III, Round Robin         | 21 giugno       | Trinidad e Tobago (TTO)         | Honduras          | 3–0       | Vittoria  |
| 2012 | Gruppo III, Round Robin         | 22 giugno       | Trinidad e Tobago (TTO)         | Aruba             | 3–0       | Vittoria  |
| 2012 | Gruppo III, Playoff 1º-4º posto | 23 giugno       | Trinidad e Tobago (TTO)         | Costa Rica        | 2–0       | Vittoria  |
| 2013 | Gruppo II, 1º turno             | 1-3 febbraio    | Caracas (VEN)                   | Venezuela         | 1–4       | Sconfitta |
| 2013 | Gruppo II, 2º turno             | 5-7 aprile      | Città del Guatemala (GUA)       | Haiti             | 4–1       | Vittoria  |
| 2014 | Gruppo II, 1º turno             | 31 gen.-2 feb.  | Città del Guatemala (GUA)       | Messico           | 2–3       | Sconfitta |
| 2014 | Gruppo II, Playoff 2º turno     | 4-6 aprile      | Cochabamba (BOL)                | Bolivia           | 1–3       | Sconfitta |
| 2015 | Gruppo III, Round Robin         | 20 luglio       | Curundú (PAN)                   | Bahamas           | 3–0       | Vittoria  |
| 2015 | Gruppo III, Round Robin         | 21 luglio       | Curundú (PAN)                   | Giamaica          | 2–1       | Vittoria  |
| 2015 | Gruppo III, Round Robin         | 21 giugno       | Trinidad e Tobago (TTO)         | Honduras          | 3–0       | Vittoria  |
| 2015 | Gruppo III, Round Robin         | 22 luglio       | Curundú (PAN)                   | Trinidad e Tobago | 3–0       | Vittoria  |
| 2015 | Gruppo III, Round Robin         | 23 luglio       | Curundú (PAN)                   | Bermuda           | 3–0       | Vittoria  |
| 2015 | Gruppo III, Playoff 1º-4º posto | 25 luglio       | Curundú (PAN)                   | Cuba              | 2–0       | Vittoria  |
| 2016 | Gruppo II, 1º turno             | 4-6 marzo       | San Francisco de Campeche (MEX) | Messico           | 2–3       | Sconfitta |
| 2016 | Gruppo II, Playoff 2º turno     | 15-17 luglio    | Città del Guatemala (GUA)       | Uruguay           | 4–1       | Sconfitta |
| 2017 | Gruppo II, 1º turno             | 3-5 febbraio    | Città del Guatemala (GUA)       | Messico           | 3–1       | Vittoria  |
| 2017 | Gruppo II, 2º turno             | 7-9 aprile      | Saint Michael (BRB)             | Barbados          | 2–3       | Sconfitta |
| 2018 | Gruppo II, 1º turno             | 3-4 febbraio    | Città del Guatemala (GUA)       | Venezuela         | 1–3       | Sconfitta |
| 2018 | Gruppo II, Playoff 1º turno     | 7-8 aprile      | Città del Guatemala (GUA)       | El Salvador       | 3–1       | Vittoria  |
| 2019 | Gruppo II, Playoff              | 13-14 settembre | Città del Guatemala (GUA)       | Bolivia           | 2–3       | Sconfitta |

## Andamento
La seguente tabella riflette l'andamento della squadra dal 1990 ad oggi.
| Pos.           | 90 | 91 | 92 | 93 | 94 | 95 | 96 | 97 | 98 | 99 | 00 | 01 | 02 | 03 | 04 | 05 | 06 | 07 | 08 | 09 | 10 | 11 | 12 | 13 | 14 | 15 | 16 | 17 | 18 | 19 |
| -------------- | -- | -- | -- | -- | -- | -- | -- | -- | -- | -- | -- | -- | -- | -- | -- | -- | -- | -- | -- | -- | -- | -- | -- | -- | -- | -- | -- | -- | -- | -- |
| Campione       |    |    |    |    |    |    |    |    |    |    |    |    |    |    |    |    |    |    |    |    |    |    |    |    |    |    |    |    |    |    |
| Finalista      |    |    |    |    |    |    |    |    |    |    |    |    |    |    |    |    |    |    |    |    |    |    |    |    |    |    |    |    |    |    |
| SF             |    |    |    |    |    |    |    |    |    |    |    |    |    |    |    |    |    |    |    |    |    |    |    |    |    |    |    |    |    |    |
| QF             |    |    |    |    |    |    |    |    |    |    |    |    |    |    |    |    |    |    |    |    |    |    |    |    |    |    |    |    |    |    |
| OF             |    |    |    |    |    |    |    |    |    |    |    |    |    |    |    |    |    |    |    |    |    |    |    |    |    |    |    |    |    |    |
| Qualificazioni | x  | x  | x  | x  | x  | x  | x  | x  | x  | x  | x  | x  | x  | x  | x  | x  | x  | x  | x  | x  | x  | x  | x  | x  | x  | x  | x  | x  | x  |    |
| Gruppo I       |    |    |    |    |    |    |    |    |    |    |    |    |    |    |    |    |    |    |    |    |    |    |    |    |    |    |    |    |    |    |
| Gruppo II      |    |    |    |    |    |    |    |    |    |    |    |    |    |    |    |    |    |    |    |    |    |    |    |    |    |    |    |    |    |    |
| Gruppo III     | x  | x  |    |    |    |    |    |    |    |    |    |    |    |    |    |    |    |    |    |    |    |    |    |    |    |    |    |    |    |    |
| Gruppo IV      | x  | x  | x  | x  | x  | x  | x  |    |    |    |    |    |    |    |    |    |    |    |    |    |    |    | x  | x  | x  | x  | x  | x  | x  | x  |

Legenda
- Campione: La squadra ha conquistato la Coppa Davis.
- Finalista: La squadra ha disputato e perso la finale.
- SF: La squadra è stata sconfitta in semifinale.
- QF: La squadra è stata sconfitta nei quarti di finale.
- OF: La squadra è stata sconfitta negli ottavi di finale (1º turno). Dal 2019 sostituito dal Round Robin.
- Qualificazioni: La squadra è stata sconfitta al turno di qualificazione. Istituito nel 2019.
- Gruppo I: La squadra ha partecipato al Gruppo I della propria zona di appartenenza.
- Gruppo II: La squadra ha partecipato al Gruppo II della propria zona di appartenenza.
- Gruppo III: La squadra ha partecipato al Gruppo III della propria zona di appartenenza.
- Gruppo IV: La squadra ha partecipato al Gruppo IV della propria zona di appartenenza.
- x: Ove presente, la x indica che in quel determinato anno, il Gruppo in questione non è esistito nella zona geografica di appartenenza della squadra.